# Titularerzbistum Camachus
Camachus (ital.: Camaco) ist ein Titularbistum der römisch-katholischen Kirche.
Es geht zurück auf ein früheres Bistum der gleichnamigen antiken Stadt in der römischen Provinz Cappadocia bzw. in der Spätantike Armenia minor in der östlichen Türkei. Seit 1929 Titularerzbistum.
| Titularbischöfe von Camachus |                                                          |                                                                                 |                    |                  |
| Nr.                          | Name                                                     | Amt                                                                             | von                | bis              |
| 1                            | Jakub Walerian Tumanowicz Titularerzbischof pro hac vice | Koadjutorerzbischof der Erzeparchie Lemberg (Ukraine)                           | 16. Dezember 1771  | 11. Januar 1783  |
| 2                            | Iwo Onufry Rogowski                                      | Weihbischof in Chelmno (Polen)                                                  | 29. September 1785 | 23. Januar 1806  |
| 3                            | Jan Chrzciciel Louis Masclet OM                          | Weihbischof in Minsk (Weißrussland)                                             | 26. September 1814 | 11. Juli 1836    |
| 4                            | José Agustín Molina y Villafañe                          | Weihbischof in Salta (Argentinien)                                              | 11. Juli 1836      | 11. Februar 1859 |
| 5                            | José Maria Barrutia                                      | Weihbischof in Guatemala                                                        | 15. April 1859     |                  |
| 6                            | Petrus Hendricus Josephus van Ewyk OP                    | Apostolischer Vikar von Curaçao (Niederländische Antillen)                      | 5. Juni 1869       | 1886             |
| 7                            | Silvério Gomes Pimenta                                   | Weihbischof in Mariana (Brasilien)                                              | 23. Juni 1890      | 3. Dezember 1897 |
| 8                            | Louis-Jean-Joseph Derouet CSSp                           | Apostolischer Vikar von Nieder-Französisch-Kongo (Demokratische Republik Kongo) | 2. Januar 1907     | 4. März 1914     |
| 9                            | Leonida Medina                                           | Weihbischof in Bogotá (Kolumbien)                                               | 27. März 1916      | 7. März 1923     |
| 10                           | Roberto Julio Colombo OFMCap                             | Prälat von São José do Grajaú (Brasilien)                                       | 18. Dezember 1924  | 8. November 1927 |
| 11                           | Leon Wetmański                                           | Weihbischof in Płock (Polen)                                                    | 19. Dezember 1927  | 10. Oktober 1941 |
| 12                           | Mesrop Habozian CMV                                      | Generalsuperior der Mechitaristen                                               | 9. Mai 1942        | 30. Oktober 1974 |